# Rożnów (województwo małopolskie)

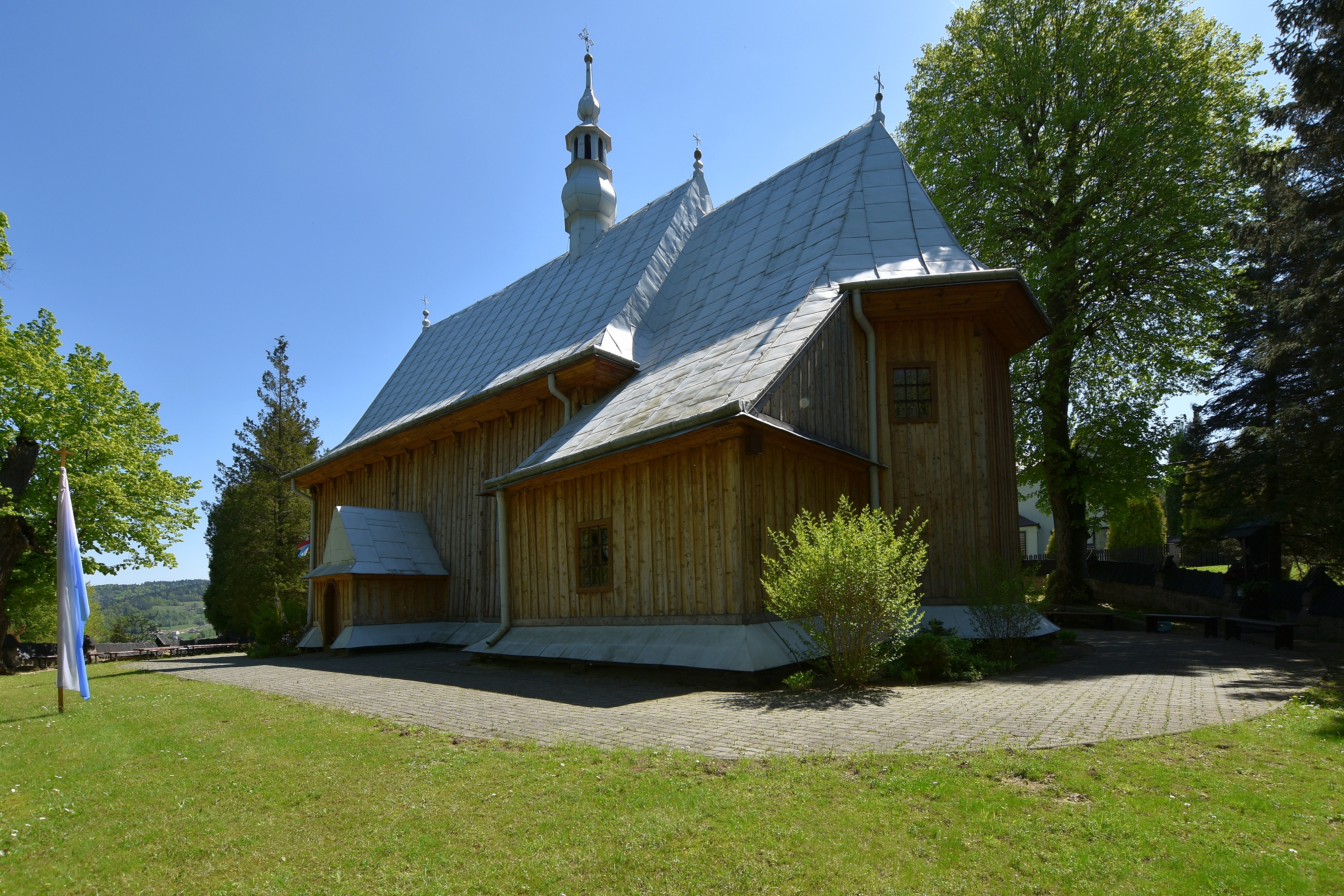
Kościół św. Wojciecha w Rożnowie

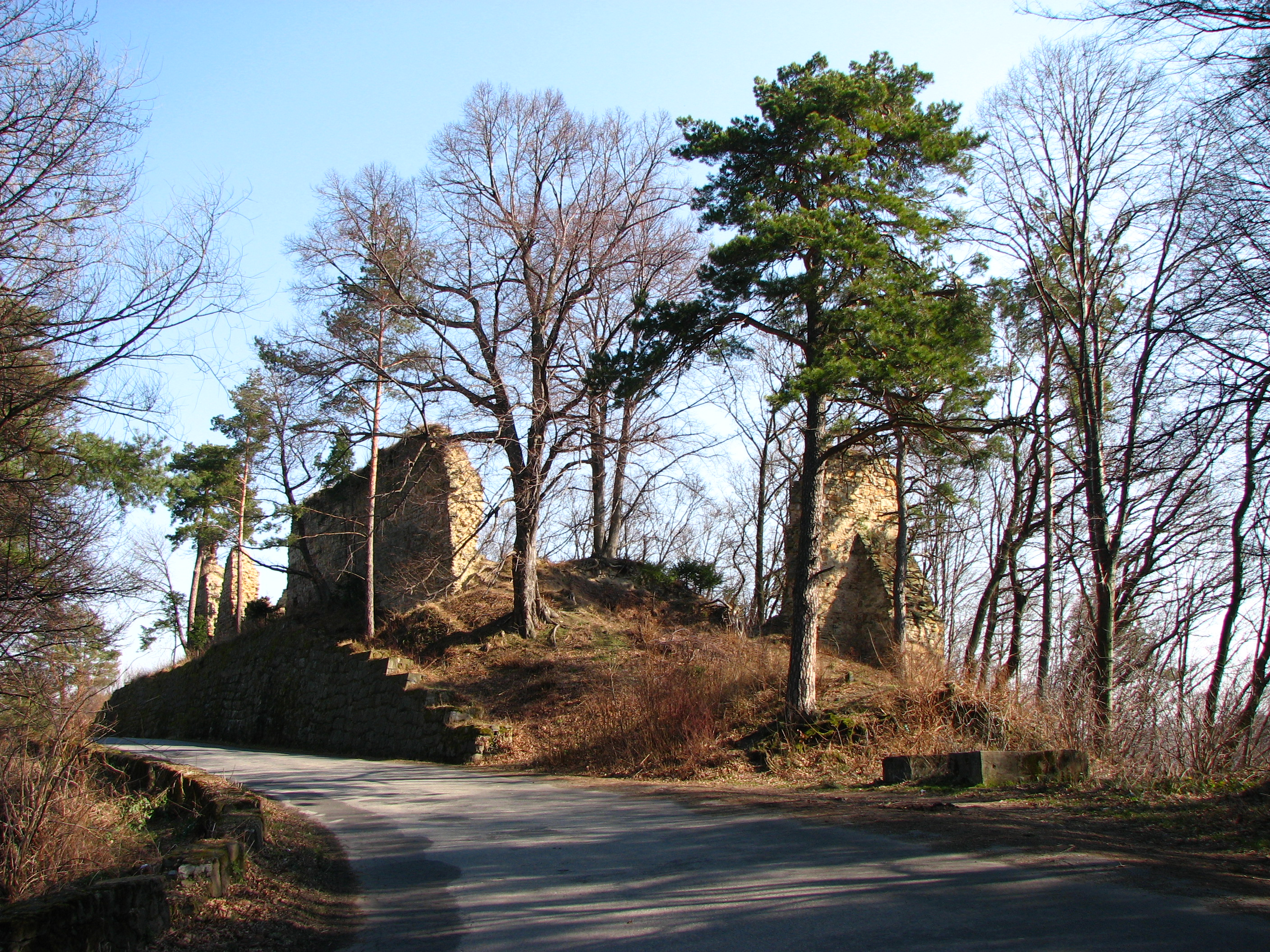
Ruiny Zamku w Rożnowie

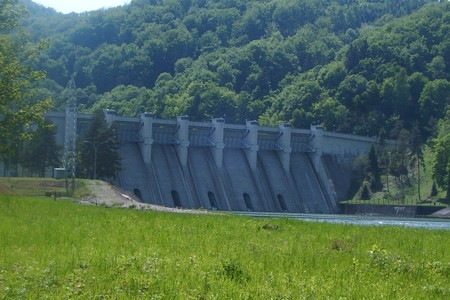
Zapora Elektrowni Rożnów

Rożnów – wieś sołecka w Polsce położona w województwie małopolskim, w powiecie nowosądeckim, w gminie Gródek nad Dunajcem. W latach 1975–1998 miejscowość położona była w województwie nowosądeckim. W 2015 r. wieś liczyła 1979 mieszkańców.

## Położenie
Rożnów położony jest na terenie Pogórza Rożnowskiego, nad Jeziorem Rożnowskim, które biorą swoje nazwy właśnie od tej miejscowości.

## Części wsi
| SIMC    | Nazwa      | Rodzaj    |
| ------- | ---------- | --------- |
| 1050626 | Folwark    | część wsi |
| 0426532 | Garby      | część wsi |
| 0426549 | Gierowa    | część wsi |
| 0426555 | Łaziska    | część wsi |
| 0426561 | Łazy       | część wsi |
| 0426578 | Nowa Wieś  | część wsi |
| 0426584 | Radajowice | część wsi |
| 0426590 | Wiesiółka  | część wsi |
| 0426609 | Zagórze    | część wsi |

## Historia
Znaczenie historyczne wsi datuje się od XIII wieku. Rożnów był własnością kolejnych możnych rodów: w XIII w. Gryfici zbudowali tu strażnicę, która 100 lat później wciąż pozostawała w posiadaniu Rożenów herbu Gryf. Piotr Rożen około 1350–1370 roku przebudował ją na zamek. Była to kamienna budowla w stylu gotyckim, na planie czworoboku zbliżonym do prostokąta o wymiarach 44 na 20 m. W 1426 roku zamek znalazł się we władaniu sławnego rycerza Zawiszy Czarnego (wg heraldyka Adama Bonieckiego od Piotra z Kurowa za 1000 grzywien Rożnów, Gródek z dziewięciu wsiami nabył Zawisza z Brzegów zwany Czerwonym.
Kolejnym właścicielem wsi był ród Wydżgów.
W drugiej połowie XV wieku wieś przechodzi w ręce rodu Tarnowskich. Jego wybitny przedstawiciel, hetman wielki koronny Jan Amor Tarnowski, rozpoczął przed 1568 rokiem – w innym miejscu, przy drodze Rożnów-Tropie – budowę drugiej twierdzy w tej miejscowości, dlatego zamek Rożenów został opuszczony i popadł w ruinę. Nowa budowla, wznoszona w stylu renesansowym, była jedną z pierwszych w Polsce warowni o nowożytnej fortyfikacji obronnej. Jej budowa nie została nigdy ukończona; do dziś przetrwał beluard oraz mur kurtynowy z budynkiem bramnym.
W XVII w. w Rożnowie mieszkał członek wspólnoty braci polskich Andrzej Wiszowaty, pełniąc funkcję ministra zboru i kaznodziei. W zbór ariański został wówczas zamieniony rożnowski zamek dolny. 11–16 marca 1660 roku, na zamku kasztelana wojnickiego Jana Wielopolskiego w Rożnowie odbyła się słynna publiczna dysputa teologiczna między przedstawicielami braci polskich i duchownymi kościoła katolickiego. Spotkanie do niczego nie doprowadziło. Kasztelan pod wrażeniem intelektu Wiszowatego zaproponował mu, aby pozostał w kraju, który potrzebuje ludzi uczonych. W zamian za przejście na religię katolicką zaoferował teologowi wieś Gródek. Ten odmówił mówiąc, że lepiej „dobra stracić i cześć obywatelską niż czyste sumienie”. Wskutek uchwały sejmowej skazującej arian na wygnanie z kraju, przeniósł się ostatecznie do Amsterdamu, gdzie zmarł w 1678.
Ostatnimi właścicielami wsi od 1745 roku byli Stadniccy, znani przede wszystkim jako właściciele i twórcy nowożytnej miejscowości uzdrowiskowej Szczawnica.

## Zabytki
Obiekty wpisane do rejestru zabytków nieruchomych województwa małopolskiego.
- Ruiny zamku;
- fortyfikacje renesansowe: beluard, mur kurtynowy, dom bramny;
- dwór, park;
- Kościół pw. św. Wojciecha BM.
Drewniany kościół ufundowany w 1661 roku przez Jana Wielopolskiego. Nie posiada wieży, a tylko sygnaturkę pośrodku korpusu. Skrzydła głównego ołtarza stoją rozmontowane na posadzce – na ich miejscu znajduje się rzeźbiona w drewnie, nieco ludowa w charakterze Grupa Ukrzyżowania. W bocznym ołtarzu przechowywany jest obraz Matki Bożej.

## Parafia
We wsi znajduje się kościół parafialny pw. św. Wojciecha, wybudowany w 1661 roku w szlacheckich dobrach kasztelana wojnickiego Jana Wielopolskiego, na terenie bardzo wówczas rozległej parafii Tropie. Znajduje się na wyniosłym grzbiecie górskim nad Jeziorem Rożnowskim. Zbudowano go w sąsiedztwie zamku legendarnego Zawiszy Czarnego, w miejscu, gdzie dotąd stała kaplica św. Wojciecha (później odbudowano ją poniżej cmentarza). Po roku od powstania kościoła ustanowiono parafię, wydzieloną z parafii Tropie. Erygował ją biskup Mikołaj Oborski.

## Kultura
W Rożnowie istnieje Szkoła Muzyczna I stopnia.

## Turystyka
Jest to miejscowość atrakcyjna turystycznie, z wieloma zabytkami architektury. Znajduje się tutaj kąpielisko oraz przystań jachtowa. Rożnów stanowi dobrą bazę turystyczną z dużą liczbą miejsc noclegowych. Skały Rożnowskie umożliwiają uprawianie wspinaczki.

## Gospodarka
Zlokalizowana jest tutaj zapora wodna, która jest częścią Elektrowni Rożnów, wybudowanej w latach 1935–1941.

## Sport
We wsi od 2003 działa Gminny KS „Zawisza” Rożnów, występujący w sezonie 2023/2024 w klasie okręgowej, gr. Nowy Sącz I.

## Ochotnicza Straż Pożarna
We wsi funkcjonuje jednostka Ochotniczej straży pożarnej założona w 1936 roku. Od 1995 roku jednostka jest włączona do Krajowego Systemu Ratowniczo-Gaśniczego, na wyposażeniu znajdują się 2 samochody bojowe: GBA Renault oraz GLBARt Iveco Turbo Daily.